# 道县格德蛛
道县格德蛛（学名：Gedea daoxianensis）为跳蛛科格德蛛属的动物。在中国大陆，分布于湖南等地。该物种的模式产地在湖南。